# Marcos Martínez (actor)
Marcos Moreno Martínez (Oberá, Misiones, 24 de agosto de 1977) es un actor argentino de cine, teatro y televisión.

## Biografía

### Primeros años
Nació en la ciudad de Oberá, ubicada en el centro de la provincia de Misiones, aunque luego se mudaría con su familia a la ciudad de Luján, provincia de Buenos Aires.
Es músico percusionista.
En Buenos Aires estudió la carrera de Arte Dramático en la EMAD (Escuela Metropolitana de Arte Dramático) en Buenos Aires, de la que egresó en 1999.
En el año 2000 debutó en la película Íconos.
Desde entonces trabajó continuamente en cine, teatro y televisión.
Siguió estudiando actuación, tomando clases privadas con Augusto Fernandes (2007) y con Alejandro Catalán (2009).
En 2013 completó una tecnicatura superior en Gestión Cultural.

### «Omar Obaca»
A principios de 2015 fue contratado por la productora Nah Contenidos para promocionar el nuevo canal de televisión en línea FWTV.
En abril de 2015, el canal FWTV lanzó una serie de videos de humor, satirizando la política argentina en ocasión de las elecciones presidenciales a realizarse en octubre de ese mismo año.
La campaña está protagonizada por el personaje ficticio Omar Obaca, un candidato argentino a la presidencia cuyo nombre, lema y estética parodian al presidente estadounidense Barack Obama.
La programación también incluyó producciones nacionales con figuras como Maju Lozano, Ale Lacroix y Diego Ripoll.
El candidato presenta propuestas irrealizables.
Las propuestas se comentaron en un programa de televisión pública del canal América TV.
En mayo de 2015, se realizó una campaña en vía pública, levantando afiches en varias avenidas de Buenos Aires.
La campaña tuvo su mayor repercusión en Buenos Aires, pero Omar Obaca llegó a ser mencionado en Chile (emitido en vivo en CNN Chile en el segmento Internet) y en España.
Omar Obaca fue entrevistado por un periodista de la revista Gente.

## Trabajos

### Cine
- 2000: Íconos[2]
- 2002: Un oso rojo (dirigida por Adrián Caetano).[16]
- 2007: ¿De quién es el portaligas? (dirigida por Fito Páez).
- 2014: El encuentro de Guayaquil (dirigida por Nicolás Capelli).
- 2014: El incidente

### Televisión
- 2001: La cautiva (película de televisión), de Adrián Caetano[17]
- 2002: Tumberos[16]
- 2003: Disputas, dirigida por Adrián Caetano
- 2003-2004: Costumbres argentinas
- 2004: Culpable de este amor
- 2005: Criminal
- 2006: Hermanos y detectives
- 2008-2009: Tinta argentina
- 2009-2010: Botineras
- Ficción de Sábado Bus
- 2013: Mi viejo verde
- Estacionados (docuficción).

### Teatro
- 2003: Hair
- 2008: Hairspray
- 2010: 1810
- 2011: Negro sobre Blanca
- 2013: Luz verde
- 2014: Chaco Bermejo

Con el elenco de la Comedia de la Provincia de Buenos Aires:
- 2002: El cruce de la pampa; la obra ganó la Fiesta del Teatro Provincial de Buenos Aires (2003), y Marcos Martínez obtuvo el premio como «revelación masculina»
- El arca de la celebración
- 2006: Nada que ver
- 2007: Sé tú mismo, Pedro

### Internet
- 2015: Omar Obaca